# Águas de São Pedro
22°36′5″N 47°52′22″T / 22,60139°N 47,87278°T
Águas de São Pedro là một đô thị ở bang São Paulo, Brasil. Thành phố này có dân số (năm 2010) là 2.707 người, diện tích là 3,612 km², mật độ dân số 749,45 người/km².
Đô thị Águas de São Pedro nằm ở độ cao 515.24 m trên mực nước biển, cách thủ phủ bang São Paulo 184 km. Đô thị này nằm ở khu vực khí hậu cận nhiệt đới. Theo điều tra năm 2010, đô thị Águas de São Pedro có chỉ số phát triển con người 0,854, tuổi thọ bình quân năm, tỷ lệ dân biết đọc biết viết là 97,07%, tuổi thọ bình quân 77,44 năm, tỷ lệ sinh 1,91 trẻ/bà mẹ, tỷ lệ tử vong trẻ dưới 1 tuổi là 6,28/1 triệu. Kinh tế chủ yếu là du lịch do nơi đây có nguồn nước khoáng có lưu huỳnh được phát triển thành các khu tắm khoáng chữa bệnh.